# Melodika
Melodika je klávesový dechový hudební nástroj. Často má připevněnou plastovou ohebnou trubici, která prodlužuje náústek, což umožňuje snadné hraní na tento nástroj oběma rukama. Vyrábí se nejčastěji ve 20 a 37 klávesové variantě. Společně s foukací harmonikou a akordeonem, ke kterým má nejblíže, patří mezi aerofony. Stisknutí klávesy rozevře otvor, což vžene vzduch do jazýčku.